# أوت ران
أوت ران (بالإنجليزية: Out Run)‏ (باليابانية: アウト ラン) ، هي لعبة فيديو يابانية من نوع آركيد، أنتجت عام 1986م، وتعمل على أنظمة سيجا الرئيسية، وهي :
- سيجا ميجا درايف.
- سيجا ماستر سيستم.
- نظام آركيد.

بالإضافة إلى إدخال نظام نينتندو 3 دي إس.

## وصلات خارجية
- أوت ران على موقع IMDb (الإنجليزية)

- أوت ران على موبي غيمز
- أوت ران على موقع القائمة القاتلة لألعاب الفيديو
- أوت ران في موقع World of Spectrum